# Rivula
Rivula là một chi bướm đêm thuộc họ Erebidae.

## Loài
- Rivula aenictopis Turner, 1908
- Rivula biagi Bethune-Baker, 1908
- Rivula concinna Lucas, 1895
- Rivula curvifera Walker, 1862
- Rivula everta Swinhoe, 1901
- Rivula niphodesma Meyrick, 1891
- Rivula propinqualis Guenée, 1854
- Rivula pusilla Möschler, 1890
- Rivula sericealis - Straw Dot Scopoli, 1763
- Rivula stepheni Sullivan, 2009
- Rivula tanitalis Rebel, 1912

## Hình ảnh

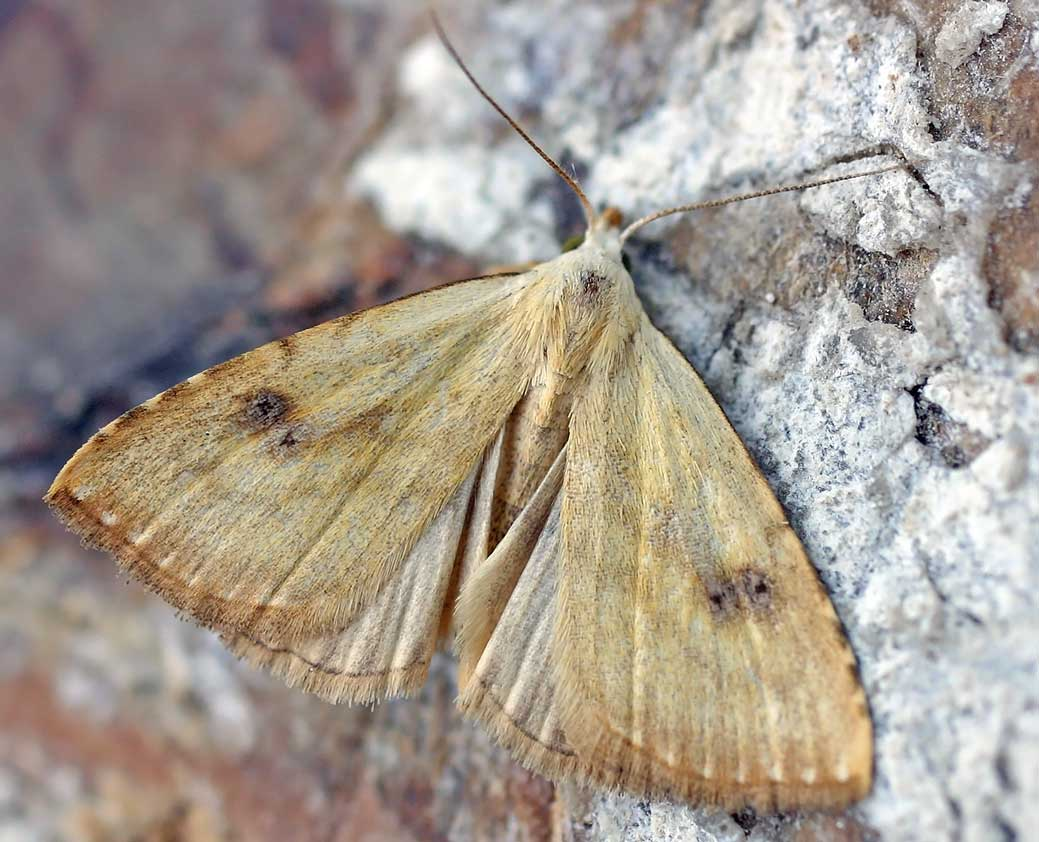